# Таємна служба оборони
Таємна служба оборони (ТСО) (англ. Defense Clandestine Service, DCS) — підрозділ Розвідувального управління Міністерства оборони США (DIA), який займається таємним шпигунством, збирає розвіддані та проводить таємні операції по всьому світу, з метою надання інформації та виконання цілей оборони на національному рівні для вищого керівництва США та американського військового керівництва. Будучи укомплектованою цивільним та військовим персоналом, Таємна служба оборони є частиною Директорату операцій Розвідувального управління Міністерства оборони США і працює спільно з Директоратом операцій Центрального розвідувального управління та Об'єднаним командуванням спеціальних операцій Збройних сил США. Таємна служба оборони має близько 500 таємних оперативників, що приблизно дорівнює кількості офіцерів ЦРУ до розширення на початку 2000-х років.
Всупереч деяким непорозумінням серед громадськості США та ЗМІ, Таємна служба оборони не є «новим» розвідувальним агентством, а скоріше консолідацією, розширенням і реорганізацією існуючої діяльності оборонної таємної агентурної розвідки, яка протягом десятиліть здійснювалася Розвідувальним управлінням Міністерства оборони США під різними назвами, останнім часом як Служба оборонної агентурної розвідки (англ. Defense Human Intelligence Service).

## Історія
У 2012 році Пентагон оголосив про свій намір посилити шпигунські операції проти таких пріоритетних цілей, як Іран, у рамках реорганізації розвідки, спрямованої на розширення шпигунської діяльності армії за межі зон бойових дій. Із цією метою Розвідувальне управління Міністерства оборони США консолідувало свої наявні можливості агентурної розвідки в Таємну службу оборони, плануючи тісно співпрацювати з ЦРУ та Об'єднаним Командуванням спеціальних операцій США.
Таємна служба оборони поглинула колишню Службу оборонної агентурної розвідки, колишній Центр розвідки та боротьби з тероризмом Міністерства оборони США, Контррозвідувальну польову діяльність та Відділ стратегічної підтримки, щоб створити інтегровану шпигунську службу Міністерства оборони США. Більш чітко визначені кар'єрні шляхи Таємної служби оборони дадуть оперативникам Розвідувального управління Міністерства оборони США кращі можливості для продовження шпигунської діяльності за кордоном.

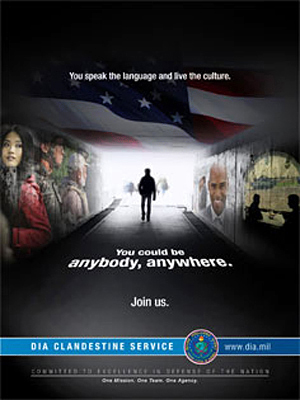
Плакат із пропозицією про роботу в Таємній службі оборони

План був розроблений у відповідь на таємне дослідження, проведене в 2011 році Директором національної розвідки США, яке дійшло висновку, що шпигунські зусилля військових повинні бути більше зосереджені на головних цілях за межами тактичних міркувань щодо Іраку та Афганістану. Хоча в минулому Розвідувальне управління Міністерства оборони США ефективно виконувало свою традиційну та набагато більшу місію з надання розвідданих військам і командирам у зонах бойових дій, у дослідженні зазначено, що поза межами бойових дій необхідно приділяти більше уваги «національній розвідці» — збору та поширенню інформації про глобальні проблеми і обмін цією інформацією з іншими агентствами. Очікувалося, що перебудова вплине на кілька сотень оперативників, які вже працювали в розвідувальних службах за кордоном, здебільшого в статусі офіцерів Розвідувального управління Міністерства оборони США, яке служить для Пентагону основним джерелом агентурної розвідки та аналізу. Очікувалося, що нова служба збільшиться кількома сотнями оперативників і доповнить шпигунську мережу ЦРУ, яка зосереджена на більш широкому спектрі загроз невійськового характеру.
Оригінальна Таємна служба оборони є результатом концепції Monarch Eagle, була розроблена та реалізована в 1984 році. Її підтримали сенатори Баррі Голдвотер і Джессі Гелмс, голова Об'єднаного комітету начальників штабів генерал Джон Вессі, помічник секретаря армії з питань живої сили та резерву (M&RA) Вільям Д. Кларк та заступник помічника міністра оборони з питань розвідки Френк Ауріліо. Він об'єднав таємні розвідувальні програми кожної з військових служб в єдину програму Міністерства оборони, таким чином усунувши дублювання функцій і, що важливо, забезпечивши шлях просування по службі офіцерів для отримання військового звання. Закон Голдвотера — Ніколса був спеціально розроблений для підтримки цієї мети, оскільки служба на рівні Міністерства оборони зараховувалась до спільної служби для отримання військового звання. Мета Таємної служби Міністерства оборони полягала у виявленні прогалин у розвідці в країнах, які вважалися потенційними противниками або місцями діяльності, що вимагали військової реакції; ці прогалини залишилися без уваги в пріоритетах ЦРУ. Офіцери міністерства оборони проходять ретельний відбір і навчання; більшість з них мають вчені ступені, розмовляють кількома мовами та є експертами в своїй галузі. Спеціальний комітет Сенату США з розвідки високо оцінив програму за її виняткову продуктивність. До середини 1990-х років програма була зупинена керівниками Центрального розвідувального управління президента Клінтона, які воліли повністю контролювати всі шпигунські операції.

## Символіка
Емблема Таємної служби оборони складається з чорного диска з червоною окантовкою. На ній зображений американський білоголовий орлан з розставленими та перевернутими крилами. Орел сидить на щиті. Щит срібний із шістьма червленими стовпами. На щиті зображено лазурову главу з тринадцятьма зірками. Під щитом — вінок з лавра та оливи. В арці над орлом жовтими великими літерами розміщено напис із накою Таємної служби оборони англійською мовою «Defence Clandestine Service». В арці під вінком жовтими великими літерами розміщено напис «Defense Intelligence Agency».
Орел і щит є визначними символами Міністерства оборони США. Високе сідало і гостре око орла вказують на здатність Таємної служби оборони планувати, координувати та виконувати місії по всьому світу. Тут орел дивиться ліворуч, ілюструючи компетентність Таємної служби оборони відповідати вимогам оборонної розвідки національного рівня. Крила злегка прикривають щит, натякаючи на таємні та відкриті операції. Вінок з лаврових і оливкових листів вшановує спільну роботу таємних військовослужбовців Розвідувального управління Міністерства оборони США спільно з Центральним розвідувальним управлінням, Федеральним бюро розслідувань і бойовими командуваннями. Чорний диск підкреслює таємні операції Таємної служби оборони по всьому світу.